# Asura reversa
Asura reversa är en fjärilsart som beskrevs av Rothschild 1916. Asura reversa ingår i släktet Asura och familjen björnspinnare. Inga underarter finns listade i Catalogue of Life.